# Büryan

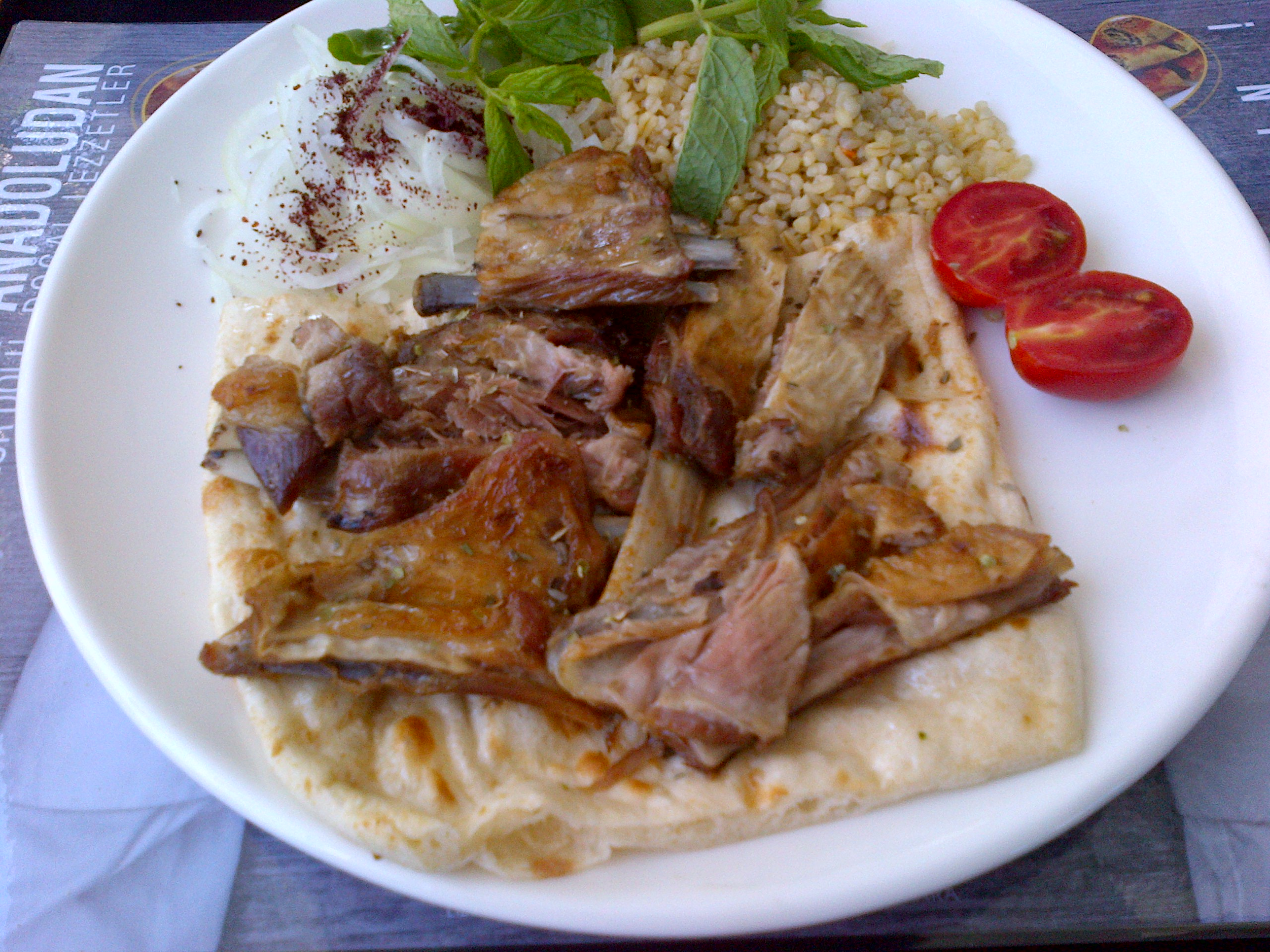
"Kuyu kebabı" a Ankara

Büryan (també anomenat Kuyu kebabı) és un rostit de xai de la cuina de Turquia, especialment de les províncies de Bitlis i Siirt, a la Regió d'Anatòlia Oriental i Regió d'Anatòlia del Sud-est respectivament. Es tracta d'enfornar la carn d'un xai sencer, sense pell i menuts, penjada d'un ganxo de ferro, dins d'un pou profund (2-3 m) i cobert amb fang, amb foc de llenya.
Actualment Bitlis i Siirt competeixen pels drets al nom d'aquest plat. Taşköprü, província de Kastamonu, a la Regió de la Mar Negra, també reclama els seus drets de propietat, amb el nom de kuyu kebabı (que significa "kebab de pou" en turc).